# Ralph Lauren Corporation
Die Ralph Lauren Corporation ist ein börsennotiertes Modeunternehmen mit Hauptsitz in New York City. Das 1967 von Ralph Lauren gegründete Unternehmen bietet unter anderem Kleidung und Accessoires an, vertreibt diese weltweit in eigenen Geschäften sowie über den Einzelhandel und ist besonders für seine unter dem Markennamen Polo by Ralph Lauren angebotenen Polohemden mit aufgesticktem Polospieler im Preppy-Stil international bekannt.

## Geschichte
Das Unternehmen Polo by Ralph Lauren wurde 1967 in New York vom US-Amerikaner Ralph Lauren (* 1939), der von 1964 bis 1966 Verkäufer bei dem amerikanischen Herrenausstatter Brooks Brothers gewesen war, gegründet. Ein Kredit über 50.000 US-Dollar (nach heutiger Kaufkraft 483.269 US-Dollar) ermöglichte es ihm, eine eigene Krawattenlinie zu entwerfen und unter dem Namen Polo Fashion an renommierte Einzelhändler wie Neiman Marcus oder Bloomingdale’s zu verkaufen.

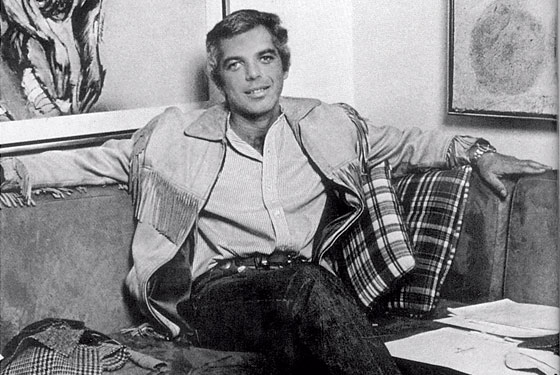
Der Unternehmensgründer Ralph Lauren, 1978

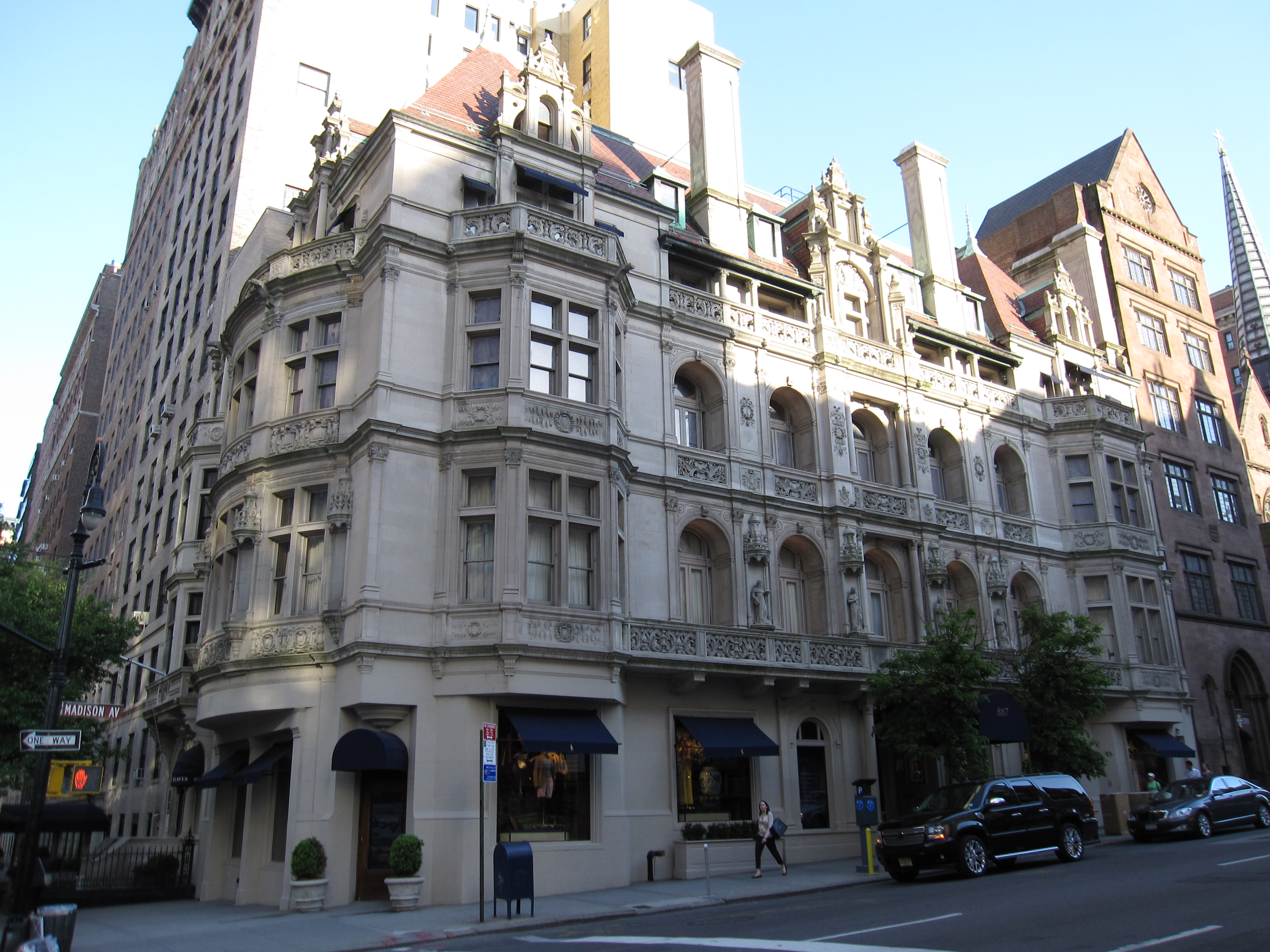
Ralph Lauren Flagshipstore auf der Madison Avenue in New York City, 2010

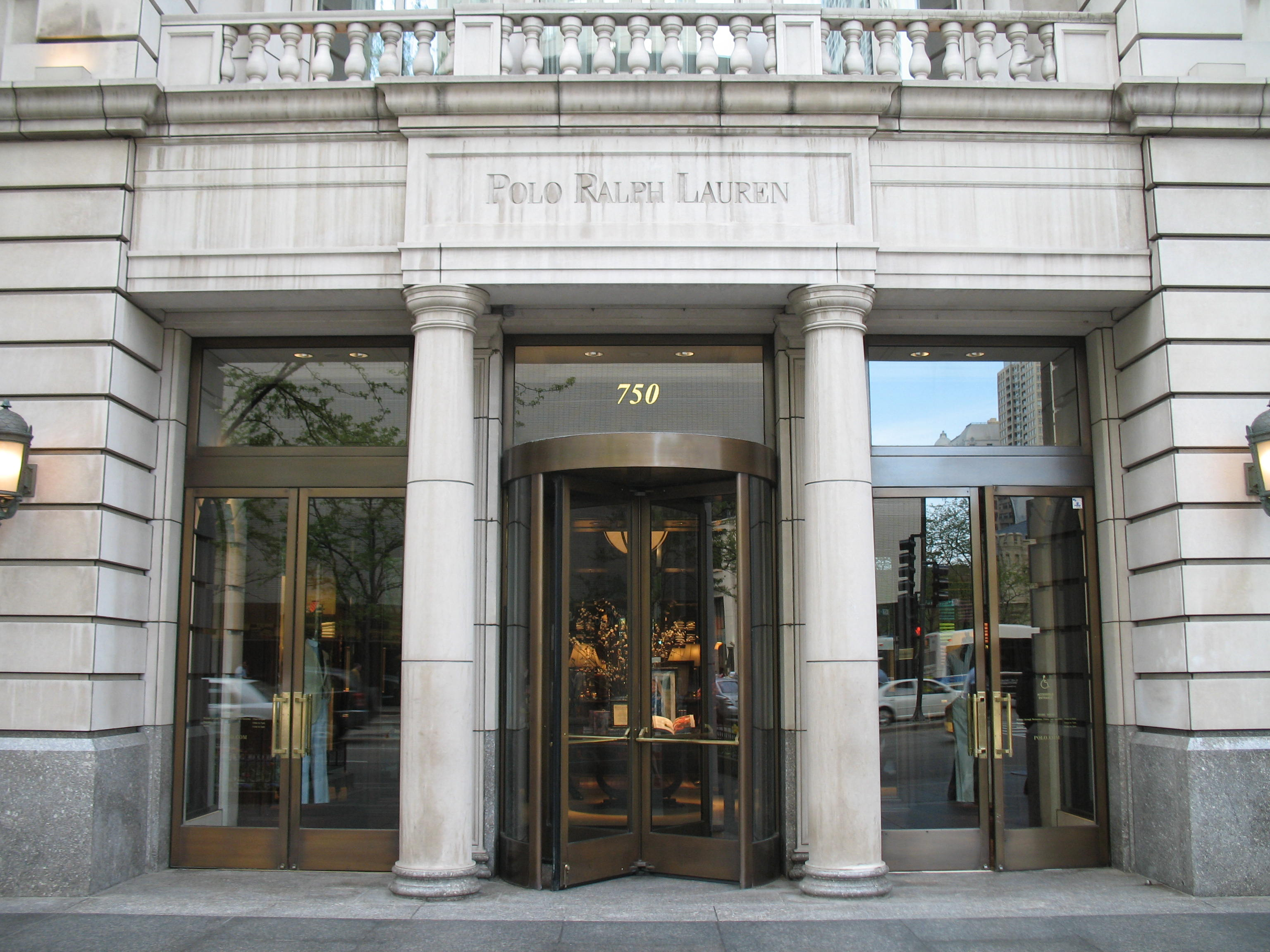
Eingang des Ralph Lauren Flagshipstore auf der Magnificent Mile in Chicago, 2007

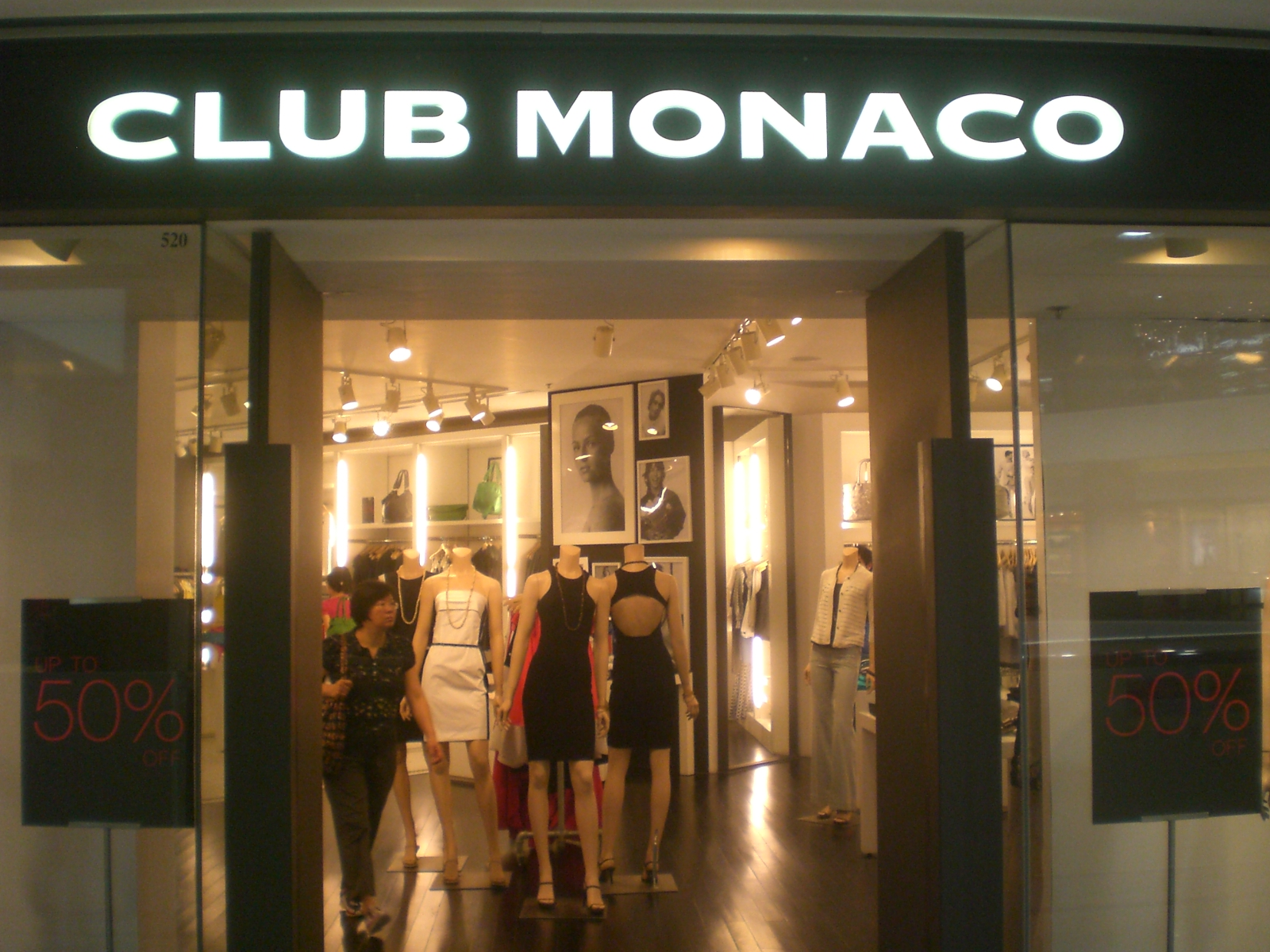
Hong Kong Filiale der 1999 erworbenen Club Monaco Kette

Bereits im ersten Geschäftsjahr setzte Lauren mit seinen Krawatten 500.000 US-Dollar um (entspricht heute über 4.696.000 US-Dollar). Polo Fashion war ursprünglich eine Marke des Unternehmens Brooks Brothers und war als eine Modelinie für Polospieler angedacht gewesen. Lauren kaufte Brooks Brothers die Rechte an der Marke 1967 ab. Die erste Polo-Herrenkollektion im Neuengland-Stil erschien 1968, das Pendant für Damen mit von Herrenhemden inspirierten Hemdblusen in weiblichen Schnitten und eleganten Hosenanzügen oder Smokings folgte 1971. Noch 1969 war ein Shop-in-Shop in der New Yorker Bloomingdale’s Filiale mit Ralph-Lauren-Herrenmode eröffnet worden. Das erste freistehende Polo-Geschäft wurde 1971 in Beverly Hills auf dem Rodeo Drive eröffnet.
Im Jahr 1972 erzielte die Marke erstmals größere Bekanntheit in den USA, als Ralph Lauren damit begann, Poloshirts zu produzieren. Die Polohemden mit in Brusthöhe aufgesticktem Polospieler wurden bereits in der ersten Kollektion in 24 verschiedenen Farben angeboten. Ursprünglich hatte Lauren den Polospieler ab 1971 auf den Armaufschlägen von Oberhemden angebracht. Der aufgestickte Polospieler ist seit der Erweiterung des Portfolios um weitere Modelinien in den 1990er Jahren ausschließlich in den Kollektionen Polo, Blue Label, Polo Golf, Tennis, Pink Pony und den Kinderkollektionen zu finden, siehe Abschnitt Kollektionen unten. Seit Mitte der 2000er Jahre gibt es zudem die Kollektion Big Pony innerhalb der Polo-Linie mit einem überdimensional großen gestickten Polospieler.
Die Tatsache, dass Ralph Lauren 1974 die Schauspieler, darunter Robert Redford, des Kinofilms Der große Gatsby mit eleganter Kleidung im Stil der 1920er Jahre am Schauplatz der für wohlhabende Amerikaner symbolhaften Hamptons ausstattete, bescherte dem jungen Unternehmen immense Publicity und Prestige. Auch in Woody Allens Der Stadtneurotiker fungierte Ralph Lauren 1977 medienwirksam als offizieller Ausstatter.
Bis Ende der 1970er Jahre eröffneten um die zehn weitere Polo-Geschäfte in den USA. In der New Bond Street in London wurde 1981 das erste internationale Geschäft eröffnet und befindet sich bis heute dort. Zwei Jahre später erwarb Ralph Lauren das Rhinelander Mansion Gebäude in der New Yorker Madison Avenue, sanierte es grundlegend und eröffnete dort 1986 einen Flagshipstore auf fünf Stockwerken. Auf der gegenüberliegenden Straßenseite wurde 1993 ein Polo Sport Geschäft eröffnet, das 2005 umgebaut und 2010 aufgestockt sowie in eine Damen-Boutique umgewandelt wurde. Seither ist das Rhinelander Mansion eine reine Herren-Boutique. Noch 1986 war eine Boutique in Paris eröffnet worden.
1997 ging das Unternehmen als das größte notierte Bekleidungsunternehmen unter der Bezeichnung Polo Ralph Lauren Corporation (Tickersymbol PRL) an die New Yorker Börse. Zum Stand 2012 war Ralph Lauren im Besitz von zirka 73 % der Stimmrechtsanteile von PRL. Im Jahr 2000 stieg die Firma in den Internethandel ein und gründete zusammen mit dem Fernsehsender NBC das Unternehmen RL media, das für den Onlinevertrieb und die Webseite polo.com verantwortlich war. Die Zusammenarbeit wurde vertraglich auf 30 Jahre ausgelegt. Bereits 2007 übernahm aber Ralph Lauren die Anteile von NBC und benannte seinen Internetauftritt in ralphlauren.com um. Im selben Jahr wurde die Ralph Lauren Corporation mit 4,2 Milliarden US-Dollar Umsatz zu einem der größten Einzelhändler der USA. Seither wurde der Onlineshop auch auf andere Länder, unter anderem Deutschland und Österreich, ausgeweitet.
Die Polo Ralph Lauren Corporation betrieb im Jahr 2011 unter dem Namen Ralph Lauren weltweit 103 eigene Einzelhandelsgeschäfte (61 in Nord- und Südamerika, 26 in Europa und 16 in Asien). Dazu kamen fast 500 Shops-in-Shop im asiatischen Raum, 201 Ralph Lauren Fabrikverkaufsgeschäfte (143 in Nord- und Südamerika, 35 in Europa und 23 in Asien), 16 Rugby-Ladengeschäfte (bis 2013 alle geschlossen oder als Geschäfte anderer Ralph Lauren Marken umfunktioniert) sowie 59 Club Monaco Geschäfte in den USA und Kanada (im Mai 2021 an die Beteiligungsgesellschaft Regent LLP verkauft). Zu den offiziellen Ralph Lauren Flagshipstores des Unternehmens gehören die großflächigen Ladengeschäfte in New York (2 ×), Greenwich, Chicago, Paris, London, Mailand, Moskau und Tokio. Die meisten Auslandsboutiquen wurden in der Vergangenheit von anderen Unternehmen mit Lizenzen betrieben, bis die Ralph Lauren Corporation ab den 2000er Jahren viele Lizenzen zurückkaufte, unter anderem, um die volle Kontrolle über die Präsentation der Waren zu erlangen. 2011 gab es in Australien, Neuseeland und Südamerika insgesamt 59 von Partnern betriebene Ralph Lauren Geschäfte, 27 Ralph Lauren Shops-in-Shop sowie in Europa und Asien 58 ausländische Club Monaco Geschäfte. Im Einzelhandel außerhalb der Ralph Lauren Boutiquen war die Marke Ralph Lauren im Geschäftsjahr 2011 weltweit in über 11.000 autorisierten Verkaufsgeschäften zu finden. Von den rund 5 Milliarden US-Dollar Umsatz, die 2010 erwirtschaftet wurden, wurden 3,5 in den USA und Kanada, eine Milliarde in Europa und rund 500 Millionen in den übrigen Regionen erzielt. Im selben Jahr beschäftigte das Unternehmen rund 19.000 Mitarbeiter. 2011 wurden bei einem Reingewinn von 681 Millionen US-Dollar Umsätze in Höhe von 6,9 Milliarden US-Dollar erzielt (4,4 Milliarden in Nord- und Südamerika, 1,5 Milliarden in Europa und 970 Millionen in Asien). Die Beschäftigtenzahl betrug Anfang 2012 rund 25.000 Mitarbeiter weltweit. Neben Textilien, Lederwaren, Accessoires, Parfüm und Kosmetika, produziert das Unternehmen heute noch Möbel und betreibt die jeweils einer Ralph Lauren Boutique angeschlossenen Restaurants RL in Chicago (seit 1999) und Ralph's in Paris (seit 2010). 2014 wurde im neu eröffneten Polo-Ladengeschäft auf der New Yorker Fifth Avenue ein Café namens Ralph's Coffee eröffnet (Ladengeschäft Mitte 2017 geschlossen); in Midtown Manhattan gibt es seit 2015 das The Polo Bar Restaurant, in London wurde Anfang 2017 im Stadtteil Mayfair innerhalb des dortigen RL-Flagshipstores Ralph's Coffee & Bar eröffnet und in Hongkong existiert seit Anfang 2018 ebenso ein Ralph's Coffee Café. Die Lizenz für die Ralph Lauren Sonnenbrillenkollektionen liegt bei dem italienischen Hersteller Luxottica.
1970 erhielt Ralph Lauren für seine Herrenmode, 1976 sowohl für die Herren- als auch die Damenmode und 1977 erneut für die Damenmode den Coty Award, der 1985 durch den Modepreis des Council of Fashion Designers of America (CFDA) ersetzt wurde. Der CFDA ehrte Ralph Lauren 1981 (Damenmode), 1986 (Einzelhändler des Jahres), 1991 (Lebenswerk; von Audrey Hepburn überreicht) sowie 1996 und 2007 (jeweils Herrenmode). Lauren ist bislang der einzige Preisträger, der in all diesen vier Kategorien ausgezeichnet wurde. Darüber hinaus würdigte der CFDA Lauren in den Kategorien Dom Pérignon Humanitarian Leadership (1998), American Fashion Legend (2007), Popular Vote (2009) und Members Salute (2018).
Am 29. September 2015 gab die Ralph Lauren Corporation bekannt, dass der schwedische Modemanager Stefan Larsson (* 1974), ein ehemaliger H&M und Old-Navy-Manager, den Firmengründer Ralph Lauren – als Novum in der bisherigen Firmengeschichte – als CEO ablösen werde. Ralph Lauren selbst blieb Vorsitzender des Board of Directors und Chef-Designer. Unter Larsson wurde ein Restrukturierungsplan entwickelt, der vorsah, dass 50 Ladengeschäfte geschlossen, verschiedene Sub-Marken aufgegeben (Fokussierung auf die drei Kernmarken Ralph Lauren, Polo und Lauren), die Supply Chain optimiert, das Management verkleinert und über Tausend Stellen im Konzern abgebaut würden. Im Herbst 2016 wurde Ralph Laurens jüngster Sohn, David Lauren – seit dem Jahr 2000 im Bereich Marketing im Konzern tätig und seit 2013 Mitglied des Board of Directors – zum Chief Innovation Officer ernannt. Anfang Februar 2017 wurde der komplette Rückzug Larssons aus dem Unternehmen aufgrund unterschiedlicher Meinungen bezüglich der Unternehmensstrategie zwischen ihm und Ralph Lauren bestätigt, wobei am Turnaround-Plan Larssons jedoch grundsätzlich festgehalten werde. Larssons Position übernahm vorübergehend Chief Financial Officer Jane Nielsen. Mitte 2017 wurde der ehemalige Procter & Gamble Manager Patrice Louvet zum neuen RL-CEO ernannt.

## Kollektionen

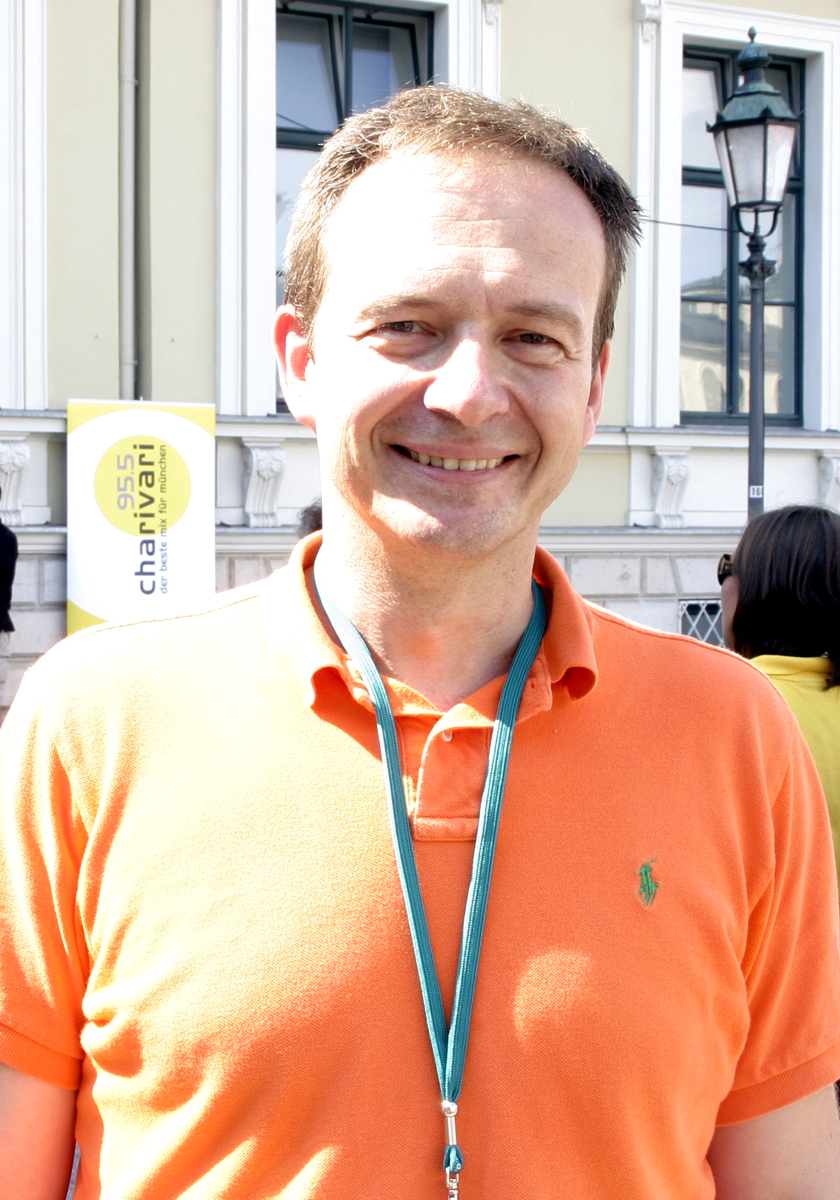
Klassisches Ralph Lauren Poloshirt, getragen von Bernd Weiß

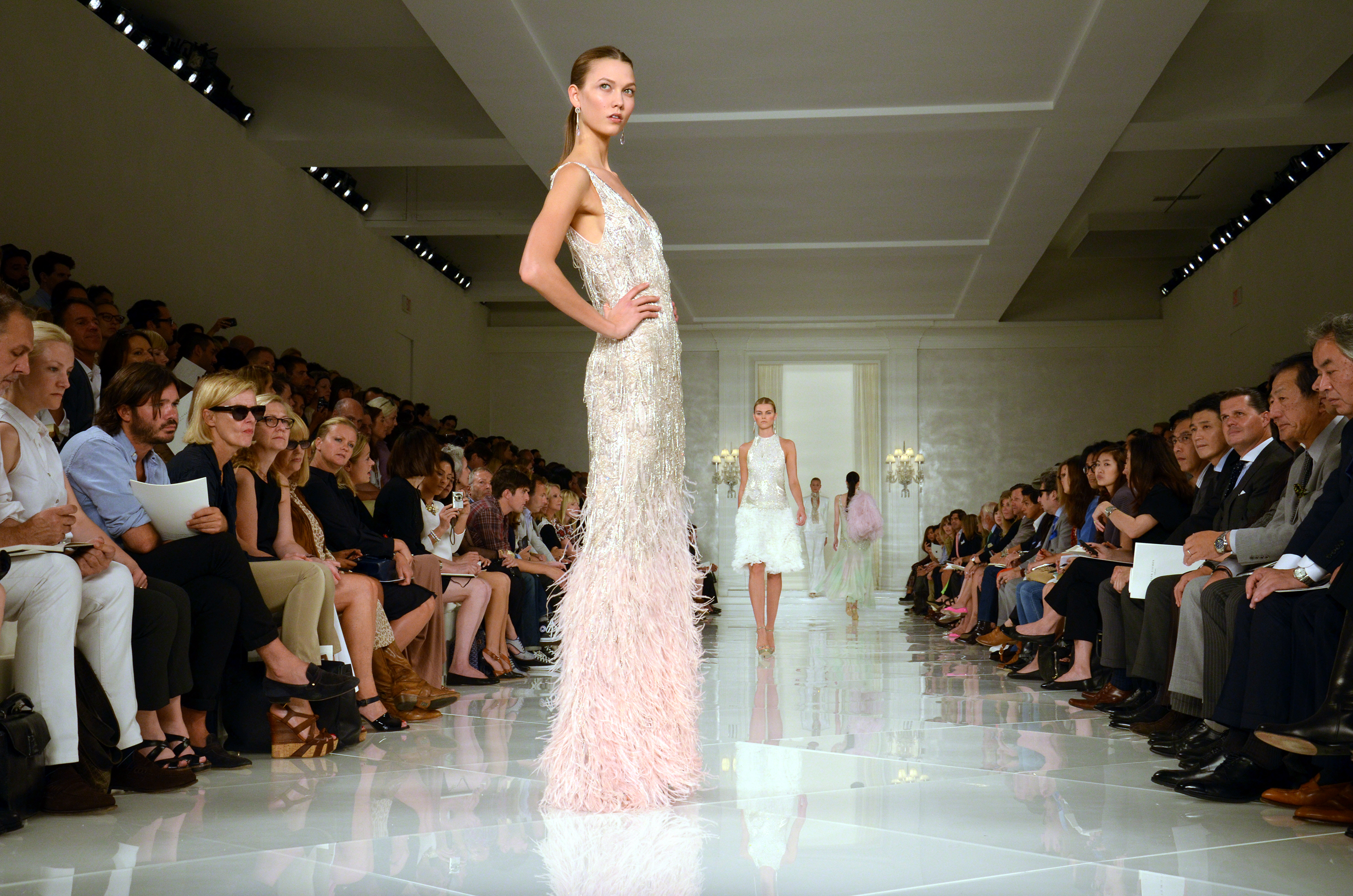
Frühjahr 2012 Modenschau der Collection-Linie in New York

Ab 1967 bestand das Unternehmen zunächst aus der Polo by Ralph Lauren Herren-Kollektion mit gehobener Sportswear und Accessoires im Mittelpreissegment. 1971 kam die Damenmode unter dem Namen Ralph Lauren hinzu. Die hochpreisige Laufsteglinie für Damen heißt im Ralph Lauren Portfolio mittlerweile Collection und wird bei den New Yorker Modenschauen präsentiert. Von wenigen Ausnahmen (wie bspw. 2002 bei der Mailänder Modewoche oder 2006 bei der New York Fashion Week) abgesehen, wird die Herrenmode von Ralph Lauren nicht in Modenschauen vorgeführt.
1987 wurde das Sortiment um eine separate Golfmoden-Kollektion namens Polo Golf für Herren erweitert. Die Golfmode für Damen folgte 1990. 1993 brachte Ralph Lauren – inspiriert von seiner Ranch in Colorado – die hochpreisige RRL-Kollektion ('Double RL') mit rustikaler Western-Mode für Herren auf den Markt, für die es eigene Boutiquen gibt (seit 2010 auch mit Damenmode). Ebenso 1993 wurde die Polo Sport Kollektion mit sportlicher Freizeitmode für Herren eingeführt, 1996 folgte das Pendant für Damen, die allerdings beide 2005 eingestellt wurden. Die 1998 gestartete RLX-Kollektion ('Ralph Lauren Extreme'; anfangs noch als Polo Sport RLX) für Profisportler übernahm ab 2005 den Platz der Polo Sport Linie und umfasst eine eigene Golf-Sparte. Zur Saison Sommer 2015 führte Ralph Lauren die 2005 eingestellte Bekleidungslinie Polo Sport mit Sport- und Fitnessbekleidung und verändertem Logo zunächst für Herren wieder ein, die Damenlinie folgte Ende des gleichen Jahres. Mit der Frühjahrskollektion 2017 wurde die Marke Polo Sport im Rahmen der Fokussierung des Unternehmens auf die Kernmarken allerdings wieder aufgegeben. 2019 wurde die Polo Sport Kollektion für Damen und Herren mit dem Logo aus den 1990ern wiederbelebt. Die RLX-Linie wurde auf Golfmode beschränkt, erschien aber ab 2019 auch als Unterkollektion der Purple Label Kollektion für Herren im obersten Preissegment. Im Bereich Sport existiert zudem eine Tennis-Kollektion für Damen und Herren, unter deren Namen über Sportsponsoring-Verträge seit 2005 für die alljährlichen US Open und seit 2006 auch für Wimbledon spezielle Kollektionen erscheinen.
1994 war die exklusive Purple Label Kollektion im obersten Preissegment zum Herrensortiment hinzugekommen, die sich an englischer Landadelmode orientiert und zum Teil in England oder Italien handgefertigte Artikel und einen Maßschneider-Service im Savile Row Stil umfasst. Die 1996 lancierte separate Denim-Kollektion Polo Jeans Co. wurde 2006 zunächst eingestellt, 2007 in Europa neu präsentiert, 2009 als Polo Denim weltweit erneut eingeführt und schließlich 2010 in Denim & Supply umbenannt. Letztere wurde zum Frühjahr 2017 eingestellt und stattdessen die Polo-Linie um Jeansmode erweitert. Die der Polo-Linie für Herren entsprechende Kollektion Blue Label für Damen wurde 2002 offiziell eingeführt und Ende 2014 in Polo umbenannt. 2005 präsentierte Ralph Lauren die Linie Black Label mit zum Teil in Italien gefertigter modisch-moderner Business- und Freizeitkleidung und schmalen Silhouetten als Bindeglied zwischen der Polo- und Purple Label Kollektion für Herren sowie der Collection-Linie und der Blue Label bzw. Polo Kollektion für Damen. 2015 wurde beschlossen, die Black Label Kollektionen in die Purple Label Kollektion für Herren sowie die Collection Linie für Damen zu integrieren und den Namen damit vom Markt zu nehmen.
Im nordamerikanischen Einzelhandel wird abseits der Ralph-Lauren-Geschäfte zudem die Lauren by Ralph Lauren Business-Kollektion für Herren im unteren Mittelpreissegment angeboten. Unter dem gleichen Namen existiert seit 1996 eine mittelpreisige Damenmodenkollektion, die mitsamt der dazugehörigen Lauren Jeans Co. Linie auch in den Ralph Lauren Boutiquen zu kaufen ist. Die 1999 für junge Frauen konzipierte RALPH by Ralph Lauren Linie wurde nach wenigen Jahren wieder vom Markt genommen. Für Herren besteht eine exklusiv in den Dillard’s-Kaufhäusern angebotene Business-Linie mit dem Namen Ralph by Ralph Lauren.
Für Damen und Herren besteht überdies mit Pink Pony seit 2000 eine Charity-Kollektion mit pinkfarbenem Polospieler, deren Teilerlöse der Krebs-Forschung, hauptsächlich für Brustkrebs, gespendet werden. Für Kinder aller Altersklassen (Kinder seit 1976/1977, Kleinkinder seit 1993) gibt es eigene Polo-Kollektionen. Für den Wohnbedarf werden unter Ralph Lauren Home (seit 1983) sowie Lauren Home unter anderem Wohnaccessoires, Möbel, Stoffe, Besteck und Geschirr, Bettwäsche, Badezimmerutensilien und sogar Wandfarbe (seit 1995) angeboten. Selbst für Haustiere wie Hunde gibt es unter Ralph Lauren Home Mode von Ralph Lauren.
Seit 2009 existiert in Zusammenarbeit mit der Schweizer Richemont-Gruppe die Marke Ralph Lauren Watch and Jewelry Co., unter deren Namen hochpreisige Armbanduhren sowie Schmuck für Damen offeriert werden. Mit der Herbst-/Winterkollektion 2014 führte das Unternehmen zudem die Polo-Kollektion für Damen ein, die es nie zuvor gegeben hatte und die letztendlich die Blue Label Linie ersetzt.
Außerhalb des Ralph-Lauren-Markenportfolios existierten von 2004 bis 2013 die separate Marke Rugby Ralph Lauren mit eigenem Filialnetz für eine jüngere Zielgruppe, bis heute die Marke Chaps, die in den Anfängen zum Ralph-Lauren-Sortiment gehörte und seit den 2000er Jahren ausschließlich im Niedrigpreissegment für die Warenhauskette Kohl’s und wenige andere Einzelhändler in Lizenz gefertigt wird, die Marke American Living, die ebenso im Niedrigpreissegment von 2008 bis 2012 für die J. C. Penney Geschäfte produziert wurde und seit der Übernahme des ursprünglich kanadischen Unternehmens im Jahr 1999 bis zum Verkauf der Marke im Mai 2021 auch die Modemarke Club Monaco mit eigenem Filialnetz.

### Aktuelle Kollektionen
| Herren | Damen |
| - Purple Label (Designer-Linie im oberen Preissegment seit 1996) - Polo by Ralph Lauren (Traditionelle Sportswear-Linie im oberen Mittelpreissegment seit 1967) - RRL Double RL (Hochpreisige Denim-Linie im Western-Stil seit 1993, eigene Boutiquen) - Lauren Ralph Lauren (Mittelpreisige Business-Linie für Kaufhäuser, auch Schuhe) - Ralph by Ralph Lauren (Preiswertere Business-Linie für die Kaufhauskette Dillard’s) - Polo Golf (Golf-Bekleidung seit 1987; 2015 um RLX Golf erweitert) - Polo Sport (Sportbekleidung innerhalb der Polo-Linie ab 1993, 2005 durch RLX ersetzt, 2015–2017 neu aufgelegt, seit 2019 im Original zurück) - RLX (Sport-Bekleidung ab 1998; mit Wiedereinführung von Polo Sport 2015 auf RLX Golf reduziert, seit 2019 auch als Purple Label) - Tennis (Tennis-Linie, Ausstatter der US Open und Wimbledon) - Create your own (Kundenindividuelle Polo-Linie seit 2003) - Pink Pony (Brustkrebs-Benefiz-Linie mit pinkfarbenem Player seit 2000) - Big & Tall (Große und lange Größen innerhalb der Polo-Linie) - Ralph Lauren (Herrenschuhe, Sandalen, Sportschuhe) - Ralph (Sonnenbrillen, Accessoires) | - Collection (Designer-Linie im oberen Preissegment seit 1971) - Polo by Ralph Lauren (Sportswear-Kollektion ab 2002 zunächst als Blue Label, 2014 umbenannt) - RRL Double RL (Hochpreisige Western-style Denim-Linie seit 2010, eigene Boutiquen) - Lauren (Klassische Damen-Linie im Mittelpreissegment, auch kleine ('Petite') und große ('Woman') Größen) - Lauren Jeans Co. und Lauren Active (Denim- und Sport-Kollektionen innerhalb der Lauren-Linie) - Ralph Lauren Golf (Golf-Bekleidung seit 1998; 2015 um RLX Golf erweitert) - Polo Sport (Sportbekleidung innerhalb der Polo-Linie ab 1996, 2005 durch RLX ersetzt, 2015–2017 neu aufgelegt, seit 2019 im Original zurück) - RLX (Sport-Bekleidung ab 1998; mit Wiedereinführung von Polo Sport 2015 auf RLX Golf reduziert) - Ralph Lauren Tennis (Tennis-Linie, Ausstatter US Open und Wimbledon) - Create your own (Kundenindividuelle Polo-Linie seit 2003) - Pink Pony (Brustkrebs-Benefiz-Linie mit pinkfarbenem Player seit 2000) - Ralph Lauren (Damenschuhe, Sandaletten, Sportschuhe) - Ralph (Sonnenbrillen, Accessoires) |

### Ehemalige Kollektionen
| Herren | Damen |
| - Black Label (Hochpreisige Business- und Freizeit-Linie seit 2005, mit einer Denim-Erweiterung ab 2011; 2016 in Purple Label integriert) - Polo Jeans Co. (Jugendliche Denim-Sportswear ab 1996, von 2007 bis 2011 ausschließlich in Europa und Asien, 2011 durch Denim & Supply ersetzt) - Denim & Supply Ralph Lauren (Weltweite Nachfolge-Kollektion von Polo Jeans Co., von 2010 bis 2016) - Rugby Ralph Lauren (Jugendliche Linie im College-Stil, separat von 2004 bis 2013 betrieben, ehemals eigene Boutiquen) | - Black Label (Hochpreisige Damen-Linie ab 2005; 2016 in Collection integriert) - Polo Jeans Co. (Jugendliche Denim-Sportswear ab 1996, von 2007 bis 2011 ausschließlich in Europa und Asien, 2011 durch Denim & Supply ersetzt) - Denim & Supply Ralph Lauren (Weltweite Nachfolge-Kollektion von Polo Jeans Co., von 2010 bis 2016) - Rugby Ralph Lauren (Jugendliche Linie im College-Stil, separat von 2004 bis 2013 betrieben, ehemals eigene Boutiquen) |

## Kosmetika

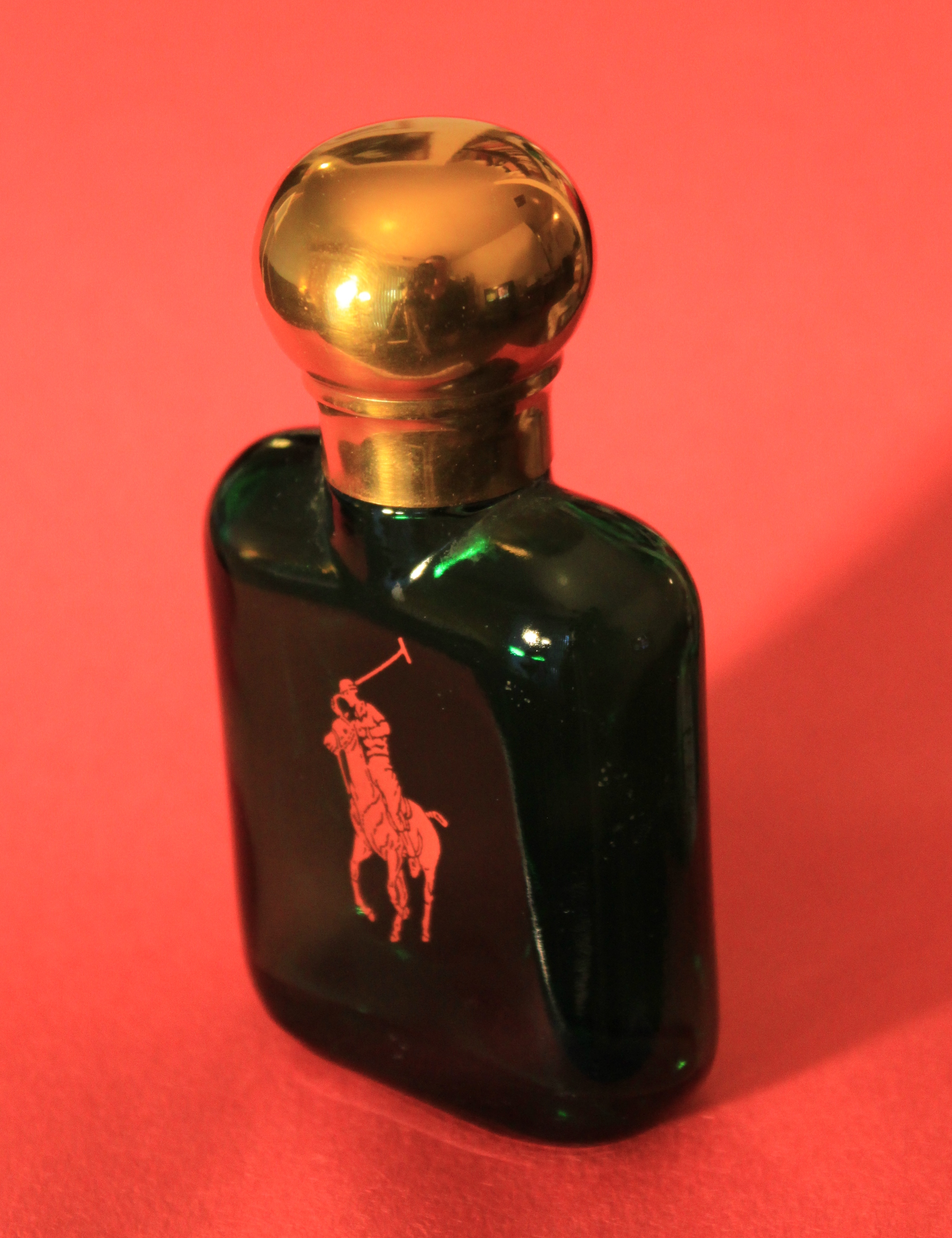
Das 1978 lancierte Polo-Parfüm für Herren

Seit 1978 werden unter dem Namen Polo Ralph Lauren Parfüm und Körperpflegeprodukte verkauft. Die Lizenz dafür vergab Ralph Lauren an den französischen Kosmetikkonzern L’Oréal.
Das erste Parfüm für Herren hieß Polo (1978), das für Damen Lauren (1978). Diesen beiden folgten zahlreiche weitere Düfte für Damen und/oder Herren, von denen einige nach einiger Zeit wieder eingestellt wurden: Chaps (1979), Tuxedo (1979), Chaps Musk (1985), Monogram (1985), Safari (1990/1992), Polo Crest (1991), Polo Sport (1996), Extreme Polo Sport (1998), Romance (1998/1999), Ralph (2000 und zahlreiche Variationen), Glamorous (2001), Polo Blue (2002), Ralph Lauren Blue (2003), Romance Silver (2003), Purple Label (2003), Lauren Style (2004), Pure Turquoise (2005), Polo Black (2005), Double Black (2006), Polo Explorer (2007), Polo Modern Reserve (2008), Notorious (2008), Love (2008), Romance Always Yours (2008), Big Pony Collection (2010/2012), The Ralph Lauren Collection Fragrances (2016) und Ralph Lauren Woman (2017).

## Sportsponsoring

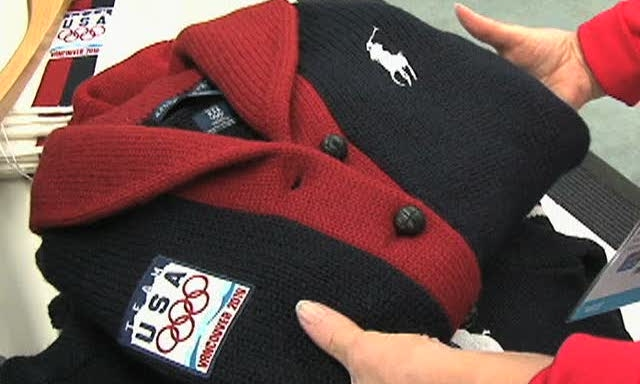
Ralph-Lauren-Outfit für die US-Olympiamannschaft, 2010

Ralph Lauren ist offizieller Ausstatter des Wimbledon Turniers (seit 2006), der US Open (seit 2005), des US-amerikanischen Olympiateams (seit 2008) und diverser Golfprofis.
Das Unternehmen ist bei diesen Veranstaltungen für das Design der Kleidung der Balljungen, Richter und anderen Turnierteilnehmer verantwortlich.

## Ralph-Lauren-Marken in Südafrika
In Südafrika ist der Verkauf und der Erwerb von Kleidung der Marke Polo Ralph Lauren verboten. Die südafrikanische Firma Polo South Africa (seit 1998 LA Group Ltd.) sicherte sich bereits in den 1970er Jahren den Namen Polo sowie das Logo eines berittenen Polospielers und betreibt in Südafrika eigene Polo-Geschäfte.

## Kritik
Das ZDF berichtete im August 2023 über Ermittlungen der kanadischen Aufsichtsbehörde für verantwortungsvolles Wirtschaften (Core) gegen die kanadische Niederlassung von Ralph Lauren. Es werde untersucht, ob das Modeunternehmen in seinen Lieferketten mutmaßlich die Verrichtung von Zwangsarbeit durch Uiguren in China unterstütze. Ebenso werde gegen weitere Unternehmen ermittelt.